# Airbnb
Airbnb è un portale online statunitense che mette in contatto persone in cerca di un alloggio o di una camera per brevi periodi, con persone che dispongono di uno spazio extra da affittare, generalmente privati. Il sito fu aperto nell'ottobre del 2007 da Brian Chesky, Joe Gebbia e Nathan Blecharczyk. Al giugno 2012 contava alloggi in oltre 26.000 città in 192 paesi e raggiunse 10 milioni di notti prenotate in tutto il mondo. Gli annunci includono sistemazioni quali stanze private, interi appartamenti, castelli e ville, ma anche barche, baite, case sugli alberi, trulli, igloo, isole private e qualsiasi altro tipo di alloggio.

## Storia
Nel 2007 Brian e Joe si trasferirono a San Francisco. In quel periodo la Industrial Design Society of America organizzava la propria conferenza annuale e la disponibilità di camere negli hotel era ormai esaurita. I due, che non erano più in grado di pagare il proprio affitto, decisero di affittare parte del loro loft ad alcune persone interessate a partecipare alla conferenza. Così acquistarono alcuni materassi ad aria (airbed) e misero a disposizione la propria casa in cambio di denaro.
Nel gennaio 2009 la società venne avviata grazie all'intervento dell'incubatore Y Combinator. Originariamente il nome del sito era Airbedandbreakfast.com, ma appena due mesi dopo (marzo 2009) venne accorciato in Airbnb.com. A questo punto l'offerta si espanse da semplici spazi condivisi ad appartamenti, ad intere case e a qualsiasi altro tipo di proprietà. Nel giugno 2010, il loft dei fondatori divenne l'ufficio dell'azienda, fino al definitivo spostamento della società nei nuovi uffici.
La società continuò la propria crescita e nel novembre 2010 giunse al traguardo delle 700.000 notti prenotate. A febbraio 2011, le notti prenotate arrivarono ad un milione e il fatturato aumentò del 65% rispetto al mese precedente. Nel maggio 2011 la società acquisì Accoleo, un clone tedesco e nel marzo 2012 l'inglese Crashpadder.
Nel febbraio 2017 la società ha acquisito Luxury Retreats International, una società di noleggio di ville con sede in Canada, per circa 300 milioni di dollari in contanti e azioni. Sempre nel febbraio 2017 Airbnb ha acquisito Tilt.com, una startup di pagamento sociale. Il 28 novembre 2017, Airbnb ha iniziato a consentire agli utenti di suddividere i pagamenti con un massimo di 16 altri viaggiatori. E ancora nel novembre 2017 la società ha acquisito Accomable, una startup focalizzata sull'accessibilità al viaggio.
Nel febbraio 2018 Brian Chesky ha dichiarato che la società sta valutando l'opportunità di lanciare una compagnia aerea. Sempre nel febbraio 2018 la società ha annunciato Airbnb Plus, una collezione di case che sono state controllate per la qualità dei servizi, comfort e design e Beyond by Airbnb, che offre affitti per vacanze di lusso. Nel marzo 2019 la società ha acquisito HotelTonight, un sito web per la prenotazione di camere d'albergo dell'ultimo minuto, per oltre 400 milioni di dollari.

## Controversie
Airbnb nel 2016 ha affrontato diverse denunce in America e in Cina relative ad episodi di razzismo e uno studio della Harvard Business School ha dimostrato una diffusa discriminazione da parte degli host verso gli ospiti i cui nomi suggerivano appartenenza etnica nera.
Tra le accuse alla società quella di aver provocato un aumento dei prezzi delle case. Diversi studi hanno rilevato infatti che i prezzi degli affitti in molte aree sono aumentati a causa di Airbnb, poiché i proprietari tenevano le proprietà fuori dal mercato degli affitti a lungo termine ottenendo tassi di affitto più elevati per alloggi a breve termine tramite Airbnb.
Nell'ottobre 2020, la testata giornalistica online Creatoridifuturo.it ha pubblicato un articolo in cui dimostra la presenza di annunci pubblicati da professionisti dell'affitto di alloggi travestiti da privati, in aperta elusione delle normative fiscali europee.
Nel 2017, il travel blogger Asher Fergusson ha analizzato 1.021 episodi di esperienze negative riportate dagli ospiti. Ha scoperto che ci sono modi in cui gli host possono utilizzare informazioni false per aggirare i controlli precedenti di Airbnb. Il blogger ha notato diversi incidenti segnalati tra cui cancellazioni dell'ultimo minuto, alloggi ammuffiti o infestati da roditori, furti, invasione della privacy e persino stupri e omicidi. Airbnb ha risposto che i 1.021 incidenti sono statisticamente insignificanti rispetto ai 260 milioni di check-in dell'epoca (pari allo 0,0004% circa del totale) e che la compagnia cerca di porre rimedio a qualsiasi problema.
Un giornalista di Vice News nell'ottobre 2019 ha denunciato una truffa relativa a pubblicità ingannevole. Una rete di account falsi pubblicizzati con dozzine di proprietà in otto città degli Stati Uniti una volta prenotate affermavano di non essere più disponibili all'ultimo minuto e al loro posto venivano offerte alternative scadenti. Le persone vittime di truffa oltre ad aver visto rifiutata la possibilità di rimborso ed i clienti che hanno provato a manifestare lamentele hanno trovato false recensioni negative per ritorsione. Inoltre sono state lasciate false recensioni positive per le proprietà. Airbnb ha chiuso alcuni conti e l'FBI ha avviato un'indagine in risposta al rapporto.